# Pethia stoliczkana
Pethia stoliczkana е вид тропическа, сладководна лъчеперка от семейство Шаранови (Cyprinidae).

## Разпространение
Видът е разпространен в Непал, Индия, Пакистан, Мианмар, Бангладеш, Лаос, Тайланд, Китай и Шри Ланка.